# 国鉄タサ3400形貨車
国鉄タサ3400形貨車（こくてつタサ3400がたかしゃ）は、かつて日本国有鉄道（国鉄）に在籍した私有貨車（タンク車）である。

## タサ3400形
本形式は、石炭酸専用の20t積タンク車として1951年（昭和26年）12月10日から同年12月22日にかけて10両（タキ3400 - タキ3409）が三菱重工業の1社のみで製作された。
本形式の他に石炭酸を専用種別とする形式には、タキ3900形（66両）、タキ20500形（21両）の2形式が存在した。
落成時の所有者は、東洋レーヨンの1社のみでありその常備駅は、東海道本線貨物支線の名古屋港駅であった。
1961年（昭和36年）12月1日に全車10両が三井物産へ名義変更された。
塗色は黒色、全長は9,150mm、軸距は5,250mm、実容積は19.4m3、自重は19.5t、換算両数は積車4.0、空車2.0、台車はベッテンドルフ式のTR41である。
1973年（昭和48年）11月28日に最後まで在籍した1両（タサ3409）が廃車となり形式消滅した